# Сокол (гурт)
«Сокол» (укр. Сокіл) — радянська рок-група (тоді вони назвалися біт-групи), «легенда» російського року.

## Історія
Група була утворена в кінці 1964 року в Москві з ініціативи гітариста Юрія Єрмакова. До складу також входили Ігор Гончарук, В'ячеслав Черниш, Сергій Тімашев. Першим адміністратором групи був Юрій Айзеншпіс.
Як і у всіх ранніх радянських груп, в основі репертуару «Сокола» лежали твори зірок західної поп- і рок-музики: Елвіса Преслі, Білла Гейлі, групи «Бітлз». Однак Єрмаков та Гончарук стали авторами першої рок-композиції, написаної російською мовою («Где тот край», 1965).
Перший виступ групи «Сокіл» відбувся 6 жовтня 1964 року в Москві в кафе «Експромт», потім група виступала в різних московських кафе і Будинках культури, на танцмайданчиках і т. д. Група першою стала виступати на професійній сцені в 1966 році, коли ансамбль був запрошений на роботу в Тульську обласну філармонію, де під назвою «Серебряные струны» пропрацював трохи більше року, встигнувши за цей час об'їхати з програмою «Пісні народів світу» майже всю країну.
Відбуваються зміни в складі групи: йде Тимашов і за барабани сідає Володимир Доронін, але незабаром його змінює Віктор Іванов («Меломаны»). Деякий час в групі співає вокаліст з оркестру Л. Рознера Лев Пильщик (в 1971 році емігрував в США). В кінці 1967 року «Сокіл» попрощався з філармонією і вирішив знову стати аматорами.
У 1968 році «Сокіл» записав музику до мультиплікаційного фільму Федора Хитрука «Фільм, фільм, фільм». Це єдиний запис «Сокола», що залишився з тих часів.
В кінці 1969 року гурт розпався.
Зараз Єрмаков та Гончарук іноді виступають з піснями «Сокола». Також Єрмаков записав 3 пісні, які можна послухати на сайті rockanet.ru.